# Вилли и крутые тачки
«Вилли и крутые тачки» (англ. Wheely) — малайзийский полнометражный мультфильм в формате 3D. Премьера состоялась 16 августа 2018 года.

## Сюжет
После катастрофы во время соревнований, бывшему чемпиону по уличным гонкам Вилли приходится работать таксистом. Но в результате встречи с итальянской моделью Беллой его жизнь сильно меняется.

## Персонажи
| Персонаж         | Описание                        | Озвучивание                 | Английский дубляж | Русский дубляж     |
| ---------------- | ------------------------------- | --------------------------- | ----------------- | ------------------ |
| Вилли-О-Виллс    | гоночный автомобиль             | Зизан Разак                 | Оги Бэнкс         | Александр Матвеев  |
| Пад-Пад          | мопед, друг Вилли               | Йохан Райя Лавак            | Гэвин Яп          | Борис Шувалов      |
| Белла ди Монетти | итальянская модель              | Лиза Сурихани               | Фрэнсис Ли        | Елена Сажина       |
| Кайзер           | грузовик                        | Норман Абадул Халим         | Брок Пауэлл       | Олег Куценко       |
| Фрэнк            | франкенштейн Фургон             | Ахмад Шахризал Ахмад Рослан | Джей Шелдон       | Олег Форостенко    |
| Бен              | приятель Беллы                  | Айман Аффенди               | Томас Панг        | Александр Лучинин  |
| Улиция           | сержант, полицейский автомобиль | Надиа Бахром                | Барбара Гудсон    | Екатерина Семенова |
| Мама             | мать Вилли                      | Эрни Юслиана                | Тамика Уайт       | Любовь Германова   |

## Прокат
9 июня 2018 года вышел трейлер мультфильма.

### Премьерные показы
- 16 августа 2018 — Малайзия[4]
- 16 августа 2018 — Россия (превью)
- 23 августа 2018 — Россия
- 6 сентября 2018 — Бразилия
- 7 сентября 2018 — Литва
- 12 сентября 2018 — Филиппины
- 21 сентября 2018 — Турция[5]
- 12 октября 2018 — Великобритания
- 15 октября 2018 — Румыния
- 25 октября 2018 — Южная Корея
- 2 ноября 2018 — Болгария
- 9 ноября 2018 — Польша
- 2 мая 2019 — Австралия
- 22 июня 2019 — Япония
- 26 июля 2019 — США
- 18 сентября 2019 — Китай

### Кассовые сборы
В России и СНГ кассовые сборы превью 16-19 августа составили 49 983 долларов, а общие сборы за 3 недели показа — 210 643 долларов.

## Отзывы
Фильм получил средние оценки кинокритиков. Отмечалась большая визуальная схожесть персонажей с мультфильмом «Тачки», также присутствовали отсылки к фильмам «Такси» и «Звёздные войны».